# Поркари (Падова)
Поркари је насеље у Италији у округу Падова, региону Венето.
Према процени из 2011. у насељу је живело 29 становника. Насеље се налази на надморској висини од 1 м.